# Pierre Boulle
Pour les articles homonymes, voir Boulle.
Pierre Boulle, né le 20 février 1912 en Avignon et mort le 30 janvier 1994 à Paris 16e, est un écrivain français.
Agent de la France libre en Asie du Sud-Est pendant la seconde guerre mondiale, il est l’auteur du Pont de la rivière Kwai (1952) et de La planète des singes (1963).

## Biographie

### Jeunesse
Son père Eugène Jean Baptiste Boulle (1880-1926), un avocat excentrique, écrit sur le théâtre dans un journal, avant d’épouser le 23 juillet 1908 en Avignon la fille du directeur de ce journal :  Juliette Marie Thérèse Seguin. Pierre a une grande complicité avec son père : tous deux adorent la littérature, les livres, la chasse et les jeux ; même la première guerre mondiale ne trouble pas son enfance. Pierre Boulle passe ainsi une enfance tranquille avec ses parents et deux sœurs, Suzanne et Madeleine. Vers la fin de la guerre, en 1918, il entre dans les petites classes au lycée d’Avignon.
Son père meurt d’une maladie du cœur en 1926 : le jeune Pierre, âgé de 14 ans, est malgré lui projeté dans le monde adulte. Il devient alors ingénieur afin d'aider sa mère et est diplômé de l'École supérieure d’électricité (Supélec) en 1932. En 1936, à 24 ans, Boulle se retrouve en Malaisie, dans une plantation d’hévéas britannique à 50 kilomètres de Kuala Lumpur. Pendant trois ans, il travaille comme un forcené, loin de l’Europe. Cette expérience servira de trame à son roman Le Sacrilège malais.

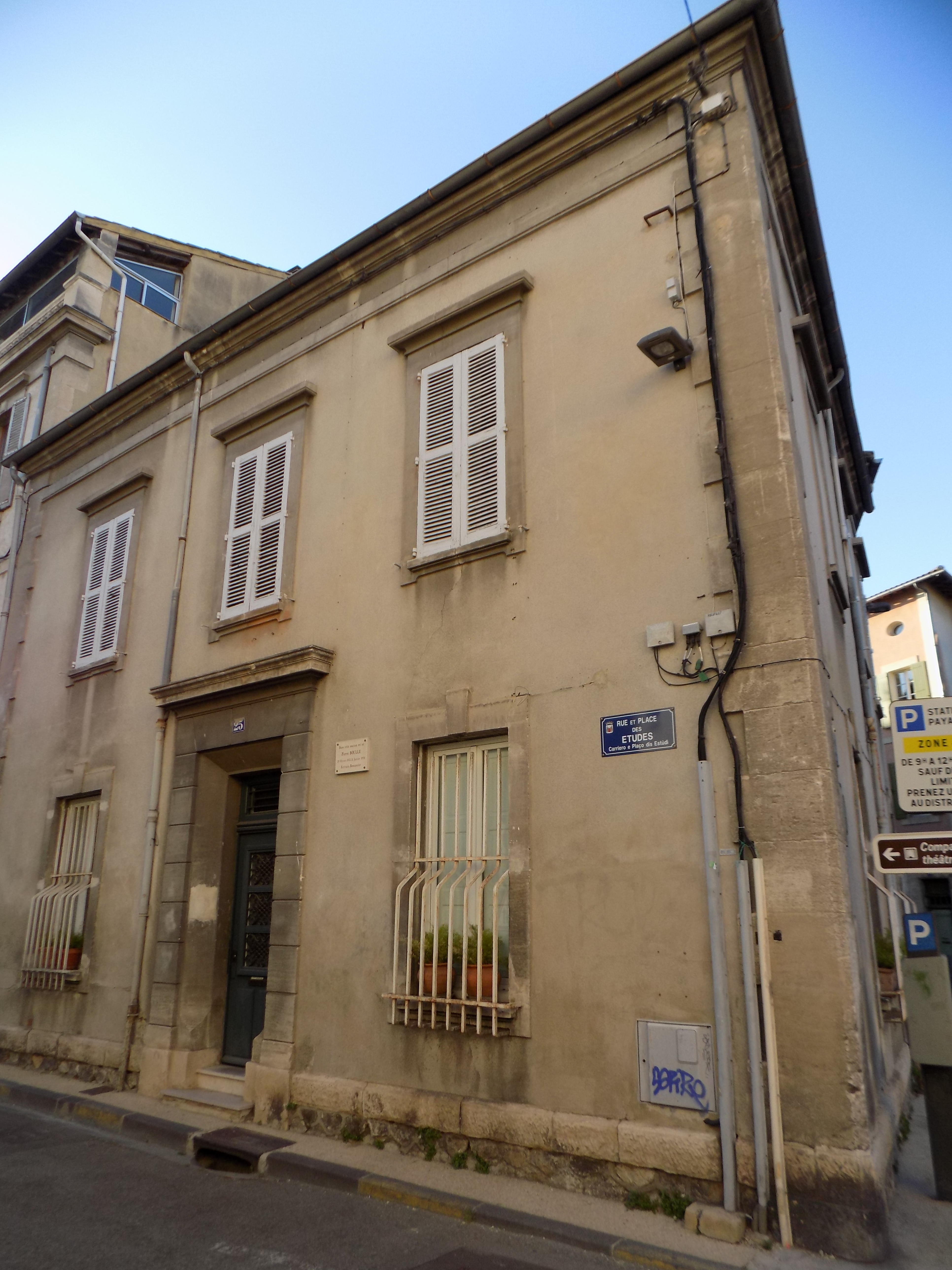
La maison natale de Pierre Boulle en Avignon, en 2016. Une plaque commémorative rappelle la naissance de l'écrivain.

### Seconde Guerre mondiale
Au moment où éclate la deuxième guerre mondiale, Boulle se trouve toujours en Asie du Sud-Est. Dès la déclaration de guerre de 1939, volontaire pour partir sur le front, il se rend à Singapour puis à Saïgon où il est mobilisé sur place. En juin 1940, l'armée française s'effondre devant les troupes allemandes. Pierre Boulle est envoyé à la frontière siamoise à la tête d'un peloton d'automitrailleuses : peu de combat mais c'est pour lui la découverte des charmes du Laos. En 1941, alors que la France est occupée, il décide de rejoindre le mouvement gaulliste, dont un représentant, François Girot de Langlade, ancien planteur comme lui, se trouve alors dans la base militaire britannique de Singapour. Boulle devient officier de liaison (sous-lieutenant) du commandant Baron. Après un entraînement spécial et muni d’un faux passeport britannique, sous l’identité de Peter John Rule, il part en mission en Indochine contre les Japonais, alliés des Allemands, pour tenter de fomenter des révoltes, en faisant sauter des ponts. Cependant, dès son arrivée, en 1942, il est capturé par des militaires français fidèles à Vichy. Jugé comme traître, il est condamné aux travaux forcés à perpétuité. Deux ans plus tard, il parvient à s’évader de Saïgon, et rejoint la Force 136 du Special operations executive (un service spécial britannique), à Calcutta. Il contera en 1966 ses aventures dans un livre, Aux sources de la rivière Kwaï.

### L'écrivain
Après la guerre, lorsqu'il retrouve sa patrie libérée, le général de Gaulle lui remet plusieurs médailles pour ses exploits. Aussitôt, il se cherche : que faire après avoir vécu tant d’aventures ? Un jour, sur un coup de tête, il décide de vendre tout ce qu’il possède, puis s’installe dans un petit hôtel à Paris pour écrire. 

« Cette décision de devenir écrivain », dira-t-il plus tard, « je l’ai prise en une heure, une nuit d’insomnie où les lucioles dansaient. »

L’aventurier est désormais un écrivain célèbre. Il habite chez sa sœur Madeleine, veuve, et s’occupe comme un père de sa petite nièce Françoise, à laquelle il racontait tous ses romans avant de les écrire. Célibataire endurci, Boulle écrit tous les jours ; de 1950 à 1992, il publie un livre presque chaque année, dont deux romans qui sont publiés dans le monde entier et sont considérés comme des classiques : un roman d'aventures publié en 1952, Le pont de la rivière Kwai — en partie inspiré des souvenirs de ses séjours en Asie du Sud-Est, avant et pendant la seconde guerre mondiale, et de témoignages recueillis —, adapté au cinéma en 1957 par David Lean, et un autre de science-fiction en 1963, La planète des singes, le plus célèbre de ses romans, traduit dans plusieurs langues, et qui a également fait l’objet d'une  adaptation cinématographique en 1968, puis a donné lieu à une franchise.
Boulle a vécu ainsi jusqu’à la fin de ses jours, partageant son temps entre Paris et une maison de campagne à Autry-le-Châtel dans le Loiret, et écrivant des livres où il se plaisait par-dessus tout à construire la rencontre entre deux choses : « le simple et l’étrange ».
Il meurt le 30 janvier 1994. Son urne funéraire est alors placée dans la case 40 598 du columbarium du cimetière du Père-Lachaise. En novembre 2002, ses cendres sont finalement déposées dans le caveau familial au cimetière Saint-Véran en Avignon.

### Décorations
- Officier de la Légion d'honneur[Quand ?]
- Croix de guerre 1939-1945
- Médaille de la Résistance française (décret du 24 avril 1946)
- Médaille des évadés
- Croix du combattant volontaire 1939-1945
- Médaille coloniale avec agrafe « Indochine »
- Médaille de l'internement pour faits de Résistance

- Médaille commémorative des services volontaires dans la France libre
- Médaille commémorative de la guerre 1939-1945 avec agrafe Extrême-Orient
- Burma Star britannique
- War Medal 1939-1945 britannique

### Prix
- 1976 : grand prix de la Société des gens de lettres pour l’ensemble de son œuvre

## Hommages
La promotion 2023 de CentraleSupélec porte son nom.

## Œuvre

### Accueil et perception de son œuvre

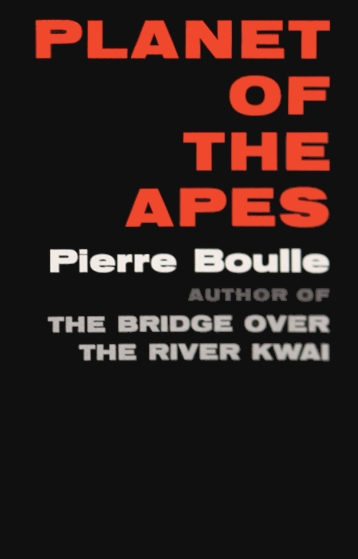
Couverture de la première édition américaine (The Vanguard Press, 1963) de La Planète des singes.

William Conrad, son premier roman, est publié en 1950. Boulle a alors 38 ans et aucune formation littéraire, mais l’histoire d’agents secrets présente une aura d’authenticité qui séduit la critique.
Deux de ses romans connaissent une notoriété mondiale, grâce à leur adaptation cinématographique : Le pont de la rivière Kwaï et La planète des singes, et à leur traduction en langue anglaise par Xan Fielding, ancien officier du Special operations executive pendant la deuxième guerre mondiale.
Inspiré d’une période de la vie de Boulle, ancien des Forces françaises libres, Le pont de la rivière Kwaï obtient le prix Sainte-Beuve. Le roman et le film de 1957 du même nom, réalisé par David Lean, assurent la célébrité de l’auteur.
Le photographe est adapté au cinéma par Jean-Claude Tramont sous le titre Le point de mire, en 1977.
Pierre Boulle est, avec Jacques Spitz, René Barjavel, Stefan Wul, Pierre Devaux et José Moselli, un des pionniers de la science-fiction française. Dans une histoire écrite en 1949, Une nuit interminable, Boulle joue avec les paradoxes temporels, faisant preuve d’un étonnant modernisme, à la manière de Barjavel dans Le Voyageur imprudent. Ce texte est publié dans Contes de l'absurde (1953), le premier recueil de nouvelles de science-fiction françaises. Dans Un métier de seigneur, il montre un lâche qui est démasqué après la guerre par ses anciens compagnons d'armes de la Résistance, mais meurt en héros pour ne pas avouer sous la torture sa couardise passée.
Pierre Boulle est également l’un des auteurs français les plus traduits et les plus connus à l’étranger, plus particulièrement aux États-Unis où ses romans connaissent un énorme succès, dopé par les adaptations cinématographiques du Pont de la rivière Kwaï et de La planète des singes. Il est ainsi l’objet d’une étude littéraire, Pierre Boulle, écrite par Lucille Frackman Becker, parue chez Twayne publishers et jamais traduite en français. Une autre étude, Pierre Boulle et son œuvre, écrite par Paulette Roy, est publiée en 1970 chez Julliard. Pour cette étude, Paulette Roy a rencontré l’écrivain qui lui donnait lui-même de nombreux renseignements. Elle y présente ses œuvres et le situe avec de nombreux exemples dans la lignée de plusieurs auteurs pour la satire, la science, et tous les sujets les plus fréquents dans son œuvre.
Exemple de l'aura de Pierre Boulle aux États-Unis, dans la série télévisée dérivée d’X-Files, The lone gunmen : au cœur du complot, dans l’épisode Planet of the Frohikes, on mentionne le Boulle behavioral institute, en hommage à l’auteur. Par ailleurs, dans le cinquième de la première saison de X-Files (Le diable du New-Jersey), un ranger s’appelle « Peter Boulle ».

### La planète des singes
La planète des singes, considéré comme un classique de la science-fiction et le livre le plus important de l’écrivain, connaît un grand succès à sa sortie en 1963. Entre 1968 et 2024, le roman a connu dix adaptations cinématographiques américaines, deux séries télévisées en 1974 et 1975 et d’innombrables séries de bandes dessinées.
Dans le roman, le professeur Antelle organise une mission à destination de l’étoile Bételgeuse. Accompagné du physicien Levain et du journaliste — et protagoniste — Ulysse Mérou, il découvre une planète semblable à la Terre, appelée Soror, et décide de l’explorer. C’est ainsi qu’ils découvrent avec horreur qu’elle est dominée par des primates chassant les hommes comme des bêtes sauvages…
Aucune des adaptations n’a été fidèle à la version de Boulle. Elles sont plutôt spectaculaires et « réalistes », etc. En 1968, après le premier volet au cinéma, Boulle écrit un script sous le titre La Planète des hommes ; refusé par les studios, ce scénario manuscrit fait partie des collections de la Bibliothèque nationale de France depuis 2007. La saga cinématographique des années 1970 met en avant les dangers de la guerre nucléaire, très en vogue à l’époque dans le cinéma américain. Trois Américains échouent sur la Terre du futur (sans le savoir) après avoir traversé le temps lors d’un voyage spatial. L’astronaute Taylor découvre alors que les singes intelligents ont pris le contrôle de la planète après une guerre qui a transformé les continents en déserts et jungles, et l’Homme en un être inférieur et muet…
Dans le film de 2001 réalisé par Tim Burton, une station spatiale s’écrase sur une planète inconnue. Des primates, utilisés pour le vol spatial habité, se rebellent contre les survivants humains pour ériger leur propre civilisation. Des siècles plus tard, Léo Davidson, un astronaute qui faisait partie de la station et qui a traversé le temps, se retrouve prisonnier des singes et tente de s’échapper…
Dans La planète des singes : les origines de 2011, un laboratoire développe un remède contre la maladie d’Alzheimer en testant un rétrovirus sur des singes. Le virus, mortel pour l’Homme, décuple l’intelligence d’un chimpanzé qui mène alors ses semblables à la révolte…
Si l’on devait comparer les différentes adaptations, c’est la première version qui est la plus proche du roman, par le déroulement de l’histoire et sa présentation du comportement des singes (chasse au fusil, prise de photos avec les trophées humains, expériences en laboratoire...) vis-à-vis des hommes (qui y sont muets comme dans le roman). Ses seules trahisons à l’œuvre de Boulle provient du lieu de l’action, que le film de Burton rétablit, ainsi que la fin avec la statue de la Liberté échouée, ce dont Boulle ne voulait pas ; il écrit d'ailleurs au producteur Arthur P. Jacobs pour exprimer son désaccord. Dans le livre original, l’action se passe sur une planète inconnue, et non sur la Terre. Et lorsque le héros rejoint la Terre à la fin du livre, c’est pour découvrir que les hommes ont subi un sort similaire à ceux de la planète explorée (comme dans le film).

### Œuvres posthumes
Cinq ans après la mort de Pierre Boulle, sa nièce, qu’il avait élevée comme sa propre fille, et le mari de celle-ci découvrent de nouveaux manuscrits inédits dans les archives de l’auteur. Presque illisibles, il a fallu repasser une à une les vingt mille pages découvertes pour les restaurer. À l’issue de ce fastidieux travail, un nouveau roman sort de l’oubli, L'archéologue et le mystère de Néfertiti, probablement écrit entre 1949 et 1951, et finalement paru au Cherche-midi en 2005. Des nouvelles inédites ou oubliées ont également été réunies en un recueil, L’enlèvement de l’obélisque.

### Manuscrits de ses œuvres
En mai 2007, les héritiers familiaux de Pierre Boulle font donation de la collection complète de ses manuscrits à la Bibliothèque nationale de France,. Jean Loriot-Boulle, son neveu et gendre, évoque les souvenirs de Pierre Boulle lors de la Nuit de la lecture organisée en janvier 2020 par les bibliothèques de CentraleSupélec.

### Romans

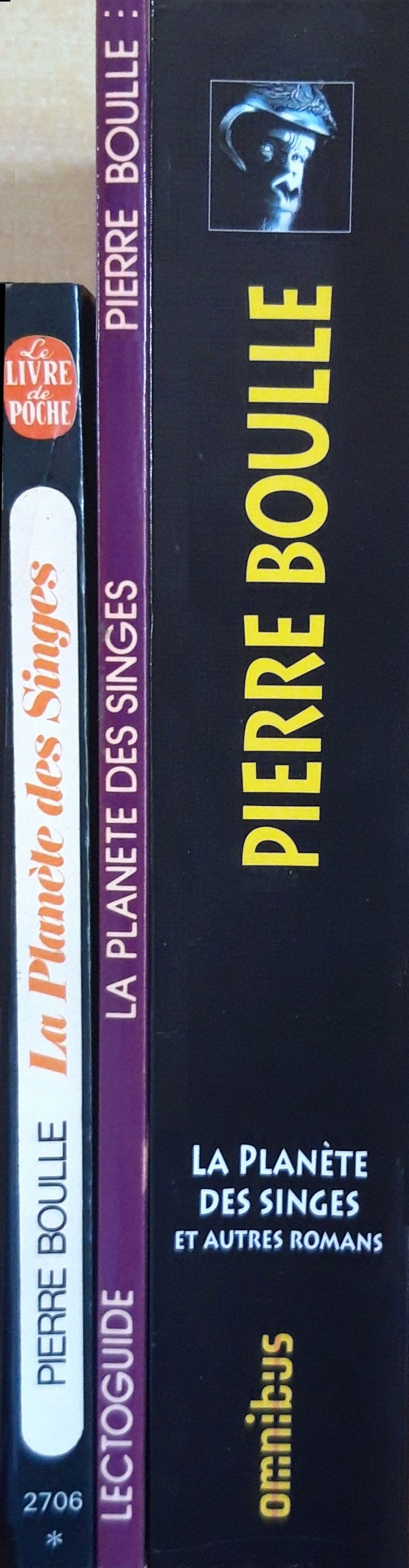
Pierre Boulle et La Planète des singes.